# Phaedyma lombokiana
Phaedyma lombokiana är en fjärilsart som beskrevs av Hans Fruhstorfer 1899. Phaedyma lombokiana ingår i släktet Phaedyma och familjen praktfjärilar. Inga underarter finns listade i Catalogue of Life.